# 切望
『切望』（せつぼう、The Craving）とは、1918年公開のアメリカ合衆国のサイレントのドラマ映画。監督・脚本はフランシス・フォードとジョン・フォード兄弟。35mmプリントがオランダのアイフィルムミュージアムにアーカイブされている。
カクテルグラスで踊る小美人など、アルコールが見せる幻覚シーンが見もの。

## あらすじ
化学者のウェイルズは新型爆薬を開発する。その化学式を手に入れたいライバルの化学者カサリブは、ウェイルズが過去にアルコール依存症だったことを知ると、被後見人の女性グレイを使って、ウェイルズに酒を飲ませ、化学式を譲り受けることに成功する。再び酒に溺れるようになったウェイルズだが、分裂した人格に、爆弾が使われる戦場の悲惨さを見せられて目を覚ます。カサリブの研究室に行き、揉み合っていると爆薬が爆発。カサリブは死ぬ。ウェイルズはグレイと結ばれる。

## キャスト
- キャロル・ウェイルズ：フランシス・フォード
- ビューラ・グレイ：メイ・ガストン
- アラ・カサリブ：ピーター・ジェラルド
- ディック・ウェイルズ：デューク・ウォーン
- ディックの妻：ジーン・ハサウェイ